# Gob
Gob es una banda canadiense de punk de Langley, British Columbia, formada en 1993. La banda está compuesta por Tom Thacker, Theo Goutzinakis, Gabe Mantle y Steven Fairweather. En junio se les ha nominado como mejor grupo nuevo en 2000, y otra nominación en julio al mejor video en 2002. El álbum más exitoso de Gob en el mundo es Gob. Sus canciones más exitosas hasta la fecha son " I Hear You Calling "," Soda "y" Banshee Song ". Se les ha ofrecido en películas, programas de televisión y muchos otros juegos de vídeo deportivos como NHL 2002, NHL 2003 y Madden NFL 2004 con canciones como "I've Been Up These Steps", "Sick With You" (ambos remezclado para el juego), "I Hear You Calling" y "Give Up The Grudge". La banda se ha presentado en varios festivales musicales, el más conocido es en el Vans Warped Tour. Más recientemente, la banda se ha notado debido a cantante / guitarrista Thacker en su participación como guitarrista principal en Sum 41.

## Historia de Gob

### Gob,Too Late... No FriendsyHow Far Shallow Takes You(1994–1999)
Gob fue formado en 1993 y consiste de Tom Thacker como guitarrista y vocalista, Theo Goutzinakis como ritmo / guitarrista colíder y vocalista, Patrick "Pat Wolfman" Paszana en la batería, y Kelly Mccauley en el bajo. Thacker y Goutzinakis a menudo cambian entre la voz principal. Tom por lo general mantiene su lugar como guitarra solista, mientras que Theo tenía deberes más vocales. Grabaron su álbum homónimo Gob en 1993 y lanzado en libertad en 1994 por Landspeed Records con las pistas impares cantadas por Theo y las pistas pares cantadas por Tom a excepción de "You", en la que Theo es la voz principal del coro y Tom en la de los versos. Las canciones 1, 2 y 8 fueron lanzadas en su próximo álbum. Kelly Macauley fue reemplazado por Jamie Fawkes y en 1995 Gob lazó Too Late... No Friends en Mint Records and Landspeed Records y lanzado en Nettwerk en 2000. Después del lanzamiento de Too Late... No Friends, Gob había reemplazado a muchos bajistas hasta que se encontraron con Craig Wood y "Wolfman" Pat dejó la banda debido a su hija, Rhyleah, por haber nacido antes de la grabación de "How Far Shallow Takes You" por lo que la banda lo reemplazó con Gabe Mantle, exmiembro de una banda de Hardcore Punk de Vancouver. Con un Gob recién formado, lanzaron How Far Shallow Takes You en 1999. Desarrollaron un sonido más pesado, con un mejor valor de la producción que en "Too Late... No Friends". Fue lanzado por Fearless Records, pero re-lanzado en Landspeed debido a conflictos con Fearless. También fue re-lanzado en Nettwerk Records.

### The World According to GobyFoot in Mouth Disease(2000–2004)
Gob lanzó World According to Gob, en 2001, Este disco es el álbum más exitoso de Gob hasta la fecha. Los sencillos fueron lanzados por WATG incluidos For The Moment, "I Hear You Calling", y "No Regrets". El álbum fue certificado oro por la CRIA en mayo de 2002. [3]
En 2002, Gob grabó el F.U. EP. Ming Trang fue lanzado como single para el EP, que también contó con una versión re-grabada de la clásica canción de Gob Soda, dos temas exclusivos, "LA Song" y "Sick With You", así como nuevas canciones del próximo cuarto album Foot in Mouth Disease, que fue lanzado por Artista Records en abril de 2003. Los sencillos de Foot In Mouth Disease incluyen "Give Up The Grudge" y "Oh! Ellin".

### Craig Wood's departure y Muertos Vivos(2004–2008)
En 2004, el veterano bajista Wood dejó la banda para tocar la guitarra de la superestrella canadiense Avril Lavigne. La banda ha reclutado ya a un bajista conocido solo por los aficionados como "Peter Pan" o, más comúnmente, Tyson, o como miembros de Gob, que están en un nombre de pila" con sus fanes. (Todos los álbumes dan crédito a los músicos con sólo su nombre de pila, también.)
La amistad de Gob con varias bandas canadienses ha crecido a menudo en los últimos años. Durante el tiempo de inactividad del Gob, Thacker ha sido el guitarrista de Sum 41 en directo desde el año 2007 a causa de la salida de su guitarrista, Dave Baksh. Desde entonces, Thracker se ha convertido en el reemplazo permanente de Baksh en Sum 41.
Su quinto álbum de larga duración, Muertos Vivos, fue lanzado por Cobraside el 27 de noviembre 2007 en los EE.UU y fue lanzado en Canadá por Aquarius Records el 23 de octubre. Ellos reclutaron a Tyson Maiko como su bajista.
Muertos Vivos fue más pesado que cualquiera de los esfuerzos anteriores de la banda, y vagó en el metal alternativo y hard rock, con algunas viejas influencias del hardcore punk.
El primer sencillo del álbum fue "We're All Dying". Ellos dispararon el vídeo de "We're All Dying", para su segundo sencillo "Underground", el 4 y 5 de septiembre de 2007, en el centro de Vancouver. El último sencillo del álbum fue "Banshee Song".
A mediados de 2008, el bajista Tyson Maiko dejó la banda y fue reemplazado por Steven Fairweather.

### Nuevo álbum y próxima película documental (2009-presente)
A principios de 2009, la banda estaba de gira por Canadá, después de lo cual, en abril, Thacker se unió a Sum 41 para su gira por Japón y EE.UU.
En una entrevista con la revista AMP, el guitarrista Theo Goutzinakis reveló que la banda ya había empezado a escribir para su próximo álbum, que probablemente sería lanzado en 2010. [4] Thacker también reveló que él y Theo se encuentran actualmente en el estudio, en la producción del primera disco de la nueva banda de rock alternativo de Vancouver Floodlight. [5]
En agosto de 2009, Gob reveló que sus amigos están trabajando en un documental sobre la banda, que será lanzado en DVD, o al aire en la televisión, en algún momento en el futuro. La película seguirá la banda desde la formación y hasta la actualidad.
El 11 de septiembre de 2009, la banda dijo en su cuenta de MySpace que pronto empezarían a grabar el nuevo álbum. Frontman Thacker confirmó en su Myspace que la grabación del nuevo álbum de Gob comenzaría en marzo de 2010.
El 13 de marzo de 2010, en una charla con un fansite, Thacker reveló que la batería para el álbum ya está grabada. Thacker también reveló que la dirección musical del álbum estaría más orientada al punk rock y rock n' roll en lugar de las influencias de heavy metal en Vivos Muertos. [6] Thacker también dijo que en el próximo documental sobre la banda se convertirá en un documental sobre la grabación del nuevo disco, en lugar de sobre la historia entera de la banda.
En el verano de 2010, Thacker confirmó que la banda continuará trabajando en su próximo álbum, a su regreso del 41's Screaming Bloody Murder Tour en el otoño de 2010. Mientras estaban de gira con Sum 41, han confirmado que Sum 41 se ha extendido y que la gira con la banda tomará más tiempo de lo esperado, lo que retrasa la grabación de sus piezas para el próximo álbum de Gob. Mientras tanto, os otros miembros del Gob están ocupados con sus trabajos del día a día.
El 11 de enero de 2011, Thacker, dijo a través de un mensaje de Myspace que la grabación de voces es para el próximo álbum de Gob. El tenía la esperanza de terminarlo dentro de dos semanas, aunque era aún desconocido cuando el álbum va a ser mezclado y masterizado. [7]
El 28 de agosto de 2011, en una entrevista que se llevó a cabo con un fansite de Sum 41, Thacker anunció que aunque la banda ha estado grabando en-y-fuera del álbum para los últimos dos años ya, todavía hay algunas voces para grabar, así como los coros, los cuales Thacker planea grabar en casa. Ha comentado que la grabación del nuevo álbum tardó más de lo esperado debido a su apretada agenda con Sum 41, y que los miembros de la banda está grabando y produciendo el álbum por sí mismos.
El 12 de enero de 2012, Thacker confirmó que estará terminando las voces para el nuevo álbum, que será seguido por Goutzinakis para mezclarlo. Se espera que el lanzamiento del álbum sea a finales de 2012. [8]
El 20 de octubre de 2012, se anunció que el guitarrista Theo Goutzinakis está mezclando el nuevo álbum de la banda en Vancouver, mientras que el cantante / guitarrista Tom Thacker estaba a punto de salir de gira otra vez con Sum 41 en noviembre. [9]

## Miembros de la banda

### Miembros actuales
- Tom Thacker - conductor/coros, guitarra solista, guitarra rítmica (1993–presente)
- Theo Goutzinakis - Conductor/coros, guitarra rítmica, guitarra de coros(1993–presente)
- Gabe Mantle - Batería, persecución, coros(1998–presente)
- Steven Fairweather - Bajo, coros (2008–presente)

### Miembros anteriores
- Kelly Macauley - Bajo/coros (1993-1995)
- Jamie Fawkes - Bajo/coros (1995-1996)
- Happy Kreter - Bajo/coros (1996)
- Patrick "Wolfman Pat" Paszana - Batería/persecución/coros (1993-1998)
- Craig Wood - Bajo/coros (1996-2004)
- Tyson "Peter Pan" Maiko - Bajo/coros (2007-2008)

## Apariciones en otros medios
- El cover de Gob de "Paint It, Black" fue la canción de introducción del Philadelphia Flyers durante la temporada 2007-08 NHL.
- El cover de Gob de "Paint It, Black" aparece en la escena del crimen en la película Stir of Echoes.
- Algunos pósteres de Gob se ven regularmente en las paredes de la habitación de Kyle Baldwin en la serie-producida canadiense The 4400.
- Gob aparece en el show de televisión Being Ian.
- La canción de Gob "Self-Appointed Leader" estuvo en la película y la banda sonora de Hitman Hart: Wrestling with Shadows.
- La canción de Gob "I Hear You Calling" se ofrece en la banda sonora del videojuego NHL 2002 por EA Sports.
- La canción de Gob "I've Been Up These Steps" y un EA exclusivo "Sick With You" se muestran en la banda sonora del videojuego NHL 2003 por EA Sports.
- La canción de Gob "Oh Ellin!" se ofrece en la banda sonora del videojuego NHL 2004 de EA Sports, y los miembros de la banda se pueden añadir como jugadores creados con sus rostros reales.
- Gob hace cameos en la película de 2004 Going the Distance y la canción Break aparece en la banda sonora
- Gob también hizo cameos en la película de 2008 Sharp as Marbles.
- Algunos pósteres y stickers de Gob se ven al menos dos veces en los episodios de Supernatural.
- La canción "Give Up The Grudge" está en la banda sonora de American Wedding, y en la escena de despedida de soltero de la película.
- El cover de Gob de The Rolling Stones, "Paint It, Black", aparece en los créditos finales de la película de adaptación a la televisión en la porción de la novela de Stephen King 'Salem's Lot en 2004.
- La canción de Gob Give Up the Grudge aparece en el EA Sports' Madden NFL 2004.
- Un sticker de Gob está puesto detrás de Steve Jocz (Sum 41) en el video Motivation de Sum 41
- En un episodio de Breaker High, lleva el logo del toilet de Gob en una camiseta, que dice ser su favorito
- Theo Goutzinakis aparece en el DVD de Simple Plan A Big Package For You.
- Un cover de Gob de "Mister Sandman" de The Chordettes está en la película de 2009, Mr. Nobody.
- La canción de Gob Underground aparece en un video de snowboarding en el primer episodio del show de MTV Peak Season's

## Discografía
- 1994: Gob
- 1995: Too Late... No Friends
- 1997: Ass Seen on TV
- 1998: How Far Shallow Takes You
- 2001: The World According to Gob
- 2002: F.U. E.P
- 2003: Foot in Mouth Disease
- 2007: Muertos Vivos

- Datos: Q1533479
- Multimedia: Gob / Q1533479